# Марина Карела
Марина Карела (на гръцки: Μαρίνα Καρέλλα) (17 юли 1940) е гръцка художничка, скулптор, илюстратор и дизайнер.

## Семейство
Марина е дъщеря на атинския индустриалец, собственик на текстилна фабрика Теодорос Карелас и неговата съпруга Ели Халикиопулу. На 7 февруари 1965 г. в кралския дворец в Атина Марина се омъжва за принц Михаил Гръцки и Датски (роден на 7 януари 1939 г.), внук по бащина линия на гръцкия крал Георгиос I Гръцки, известен и като автор на над двадесет исторически романа и биографии на кралски особи на френски език. Двамата сключват морганатичен брак, тъй като Марина е с по-нисък ранг. Преди сключването на брака Михаил се отказва от свое име и от името на бъдещите си потомци от всякакви права над гръцкия престол затова и получава одобрението на крал Константинос II.
Двамата имат две дъщери:
- принцеса Александра Гръцка (15 октомври 1968 в Атина), омъжена за Николас Мирзаянц (роден на 1 януари 1963), от когото има двама сина;
- принцеса Олга Гръцка (17 ноември 1971 в Атина), омъжена за Аймон Савойски, от когото има двама сина и дъщеря.

Освен че Марина Карела не получава титлата „принцеса“ заради неравностойния брак, но и на дъщерите им Александра и Олга се признават само титлите „принцеси на Гърция“, но те нямат право към тях да се обръщат с „кралско височество“ нито могат да използват титлите „принцеси на Дания“.

## Биография
Марина Карела следва първоначално в Академията по изящни изкуства в Атина, след това и в тази в Париж. Заедно със съпруга ѝ са единствените членове на гръцкото кралско семейство, които получават разрешение да останат да живеят в Гърция след като в страната се извършва преврат през 1967 г. и се установява режимът на полковниците. Въпреки това през 1972 г. двойката избира да напусне Гърция и се установява с дъщерите си във Франция.
Марина Карела организира свои изложби във Франция, Гърция и САЩ. Нейни творби са част от постоянната експозиция на Центъра „Жорж Помпиду“ и други галерии.